# Pierre Lescanne
 Pierre Lescanne, né à Dakar le 22 mars 1947, est un chercheur français en logique et informatique théorique. 

## Biographie
Professeur à l'ENS de Lyon, il est considéré comme un spécialiste de la réécriture et du lambda-calcul. 
Ses thèmes de recherche sont actuellement la logique, la théorie des types, la logique de la connaissance ainsi que la théorie des jeux appliquée à la biologie.
Distingué par la médaille d'argent du CNRS au titre de sa fonction de co-directeur de l'équipe Eureca en 1986-1987, une journée d'études a été organisée en son honneur le 29 mai 2008 au Loria, à Nancy.